# Defensive end
A defensive end vagy röviden end (DE) egy pozíció az amerikaifutballban. A védőfal szélén áll, célja, hogy sackelje az irányítót, vagy szerelje a futót. Ez az ellenfél által hívott játéktól függ.

## Szerepköre
Mint már ismert, sack, vagy futók szerelése a feladata. Ezek a tradicionális "waiting" endek. Az ún. "crashing" endek hátra rohannak így megzavarva az ellenfél játékát.
A "waiting" endeket is kétfelé lehet bontani. Vannak a "futójáték-megállító" endek melyek próbálják az ellenfél által nyitott lyukakat lezárni, így állítva meg a futásokat. Nekik az erejüket, és intelligenciájukat kell kihasználni. Illetve van a "pass rush end", aki általában egyszerűen megpróbálja megkerülni a falat, hogy közelebb kerüljön a sackhez, vagy, hogy inside playeket kényszerítsen. Ők inkább a gyors és kitartó játékosok közül valók.

## Mezszámai
Általában a mezszámai 90-től 99-ig vagy 50-től 59-ig lehetnek.